# Where the Wild Things Are
Where the Wild Things Are is een Amerikaanse fantasy-film uit 2009 van Spike Jonze. De film is gebaseerd op het kinderboek Max en de maximonsters uit 1963. De film maakt gebruik van live action, acteurs in kostuum, animatronics en digitale animatie.

## Verhaal
Max is een eenzame jongen van 9 jaar oud met een groot voorstellingsvermogen. Als hij na een ruzie met zijn moeder wegloopt, vindt hij een bootje en gaat varen. Hij bereikt de oceaan en komt aan bij een eiland waar eigenaardige monsters wonen die hem willen opeten. Hij overtuigt ze ervan dat hij een koning is met magische krachten en ze benoemen hem tot hun koning.